# Luftschauer

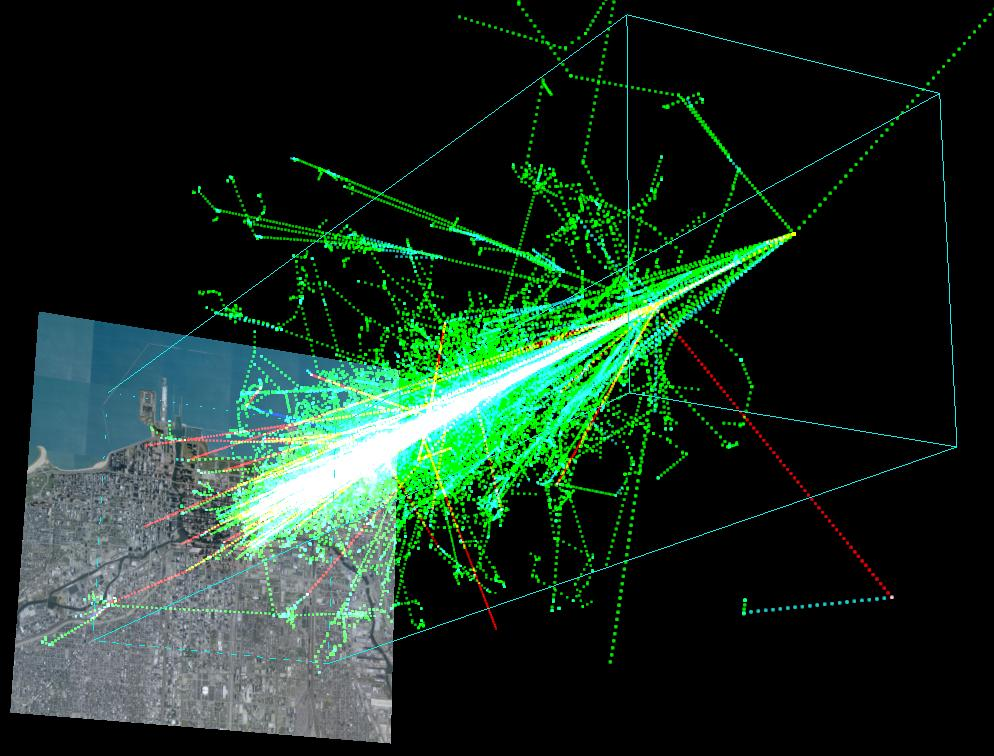
Simulation eines Luftschauers erzeugt durch ein Proton mit Energie 1TeV, das in 20 km Höhe die Atmosphäre trifft.

Ein Luftschauer ist ein Teilchenschauer in der Erdatmosphäre, der durch ein hochenergetisches Photon oder ein Teilchen der Kosmischen Strahlung erzeugt wird. Es handelt sich dabei um eine viele Kilometer ausgedehnte „Lawine“ von Elementarteilchen und elektromagnetischer Strahlung. Das ursprüngliche (primäre) Teilchen trifft zunächst auf ein Atom der Luft, mit dem es in Wechselwirkung tritt. Infolge dieser Wechselwirkung entstehen weitere Teilchen (Sekundärteilchen), welche wiederum mit den Luftatomen reagieren und weitere Teilchen erzeugen. Die Ausbildung dieser Kaskade regt die Stickstoff-Atome an, welche die Anregungsenergie in Folge als Fluoreszenzlicht abgeben.

## Entstehung und Eigenschaften

Beispielhaftes Reaktionsschema eines Luftschauers ausgelöst durch ein Proton.

Das primäre Teilchen kann ein Proton, Elektron, Atomkern, Photon oder seltener ein Positron sein. Die Teilchenkaskade besteht zum überwiegenden Anteil aus Elektronen, Positronen und Photonen. Die Elektronen und Positronen erzeugen durch Ablenkung im elektrischen Feld der Atomkerne und Hüllenelektronen Bremsstrahlung. Hochenergetische Photonen der Bremsstrahlung erzeugen durch Paarbildung Elektronen und Positronen. Für diese Umwandlung ist gemäß E=mc² eine Mindestenergie in Höhe von etwa einem MeV notwendig. Der über die kritische Energie hinaus gehende Anteil der Photonenenergie, setzt sich bei der Paarbildung in eine entsprechend hohe kinetische Energie von Elektron und Positron um. Die neu entstandenen Teilchen stoßen wieder mit Atomen der Luft, wodurch erneut Bremsstrahlung entsteht. Es ergibt sich eine Kaskade, die einen Schauer mit exponentiell steigender Teilchenzahl erzeugt.
Solange die Energie der Elektronen und Positronen größer ist als die kritische Energie von etwa 80 MeV, wächst die Zahl der Teilchen im Luftschauer an. Sinkt die mittlere Energie der Elektronen und Positronen unter die kritische Energie, verlieren die Elektronen und Positronen hauptsächlich Energie durch Ionisation der Atome, wobei keine hochenergetischen Photonen mehr erzeugt werden. Das Schauermaximum ist erreicht und die Teilchenkaskade endet.
Je nach Art und Energie des primären Teilchens variiert dabei die Form des Schauers, die Anzahl der produzierten Teilchen sowie der Ort des Schauermaximums. Bei einem senkrecht zur Erdoberfläche einfallenden Teilchen mit einer Energie von 107GeV können auf Höhe des Meeresspiegels Hadronen, Myonen und Elektronen nachgewiesen werden. Sie bilden eine nur wenige Meter dicke Schauerfront aus, die senkrecht zur ursprünglichen Einfallsrichtung des primären Teilchens einen Radius von etwa 100 m hat. Luftschauer von primären Teilchen mit Energien von weniger als 100 GeV sind dagegen auf Höhe des Meeresspiegels nicht mehr direkt nachweisbar.

## Nachweismethoden
Luftschauer können mit verschiedenen Methoden nachgewiesen werden:
- Luftschauerfelder: Hierbei werden die geladenen Teilchen und Photonen nachgewiesen. Durch Vermessen der relativen Verzögerung an verschiedenen Punkten der Schauerfront kann die Einfallsrichtung des ursprünglichen Teilchens rekonstruiert werden. Durch Vermessen der Teilchenzahlen lässt sich auf die ursprüngliche Energie des Primärteilchens schließen. Experimente, die diese Technik anwenden (beispielhaft): KASCADE-Grande, IceTop, der Oberflächendetektor von IceCube, Pierre-Auger-Observatorium, Tunka-Grande
- Luft-Tscherenkow-Detektoren: Die geladenen Teilchen in der Schauerfront bewegen sich mit einer Geschwindigkeit, die nahezu der Lichtgeschwindigkeit in Vakuum entspricht. Da die Ausbreitungsgeschwindigkeit von Licht in der Erdatmosphäre um etwa 1/1000 kleiner ist als in Vakuum, bewegen sich einige Teilchen mit einer Geschwindigkeit, die größer als die des Lichts in Luft ist. Dies führt zu einer kohärenten Polarisation des Mediums entlang der Flugbahn, die als Tscherenkow-Strahlung nachweisbar ist. Das Licht erscheint als bläulicher Blitz mit einer zeitlichen Länge von einigen Milliardstel Sekunden (Nanosekunde). Mit dem menschlichen Auge ist dieser Blitz nicht wahrnehmbar, mit einem entsprechend schnellen Photondetektor jedoch kann Luft-Tscherenkow-Licht nachgewiesen werden. Experimente die diese Technik anwenden (beispielhaft): HESS, Tunka-133 und Tunka-HiSCORE
- Fluoreszenz-Licht-Teleskope: Luftschauer regen die Stickstoffmoleküle der Luft zu einem schwachen Fluoreszieren an, so dass in dunklen und klaren Nächten das Profil des Luftschauers von der Seite beobachtet werden kann. Hierfür sind spezielle Teleskope notwendig, die sehr lichtempfindlich sind und eine hohe Zeitauflösung besitzen. Die Methode ist also vergleichsweise aufwendig, aber auch vergleichsweise genau. Experimente die diese Technik anwenden (beispielhaft): Pierre-Auger-Observatorium
- Radioantennen: Die Elektronen und Positronen im Luftschauer werden im Erdmagnetfeld leicht abgelenkt, so dass Radiostrahlung emittiert wird. Durch die hohe Dichte an Elektronen in der Schauerfront wird dieser Effekt kohärent verstärkt. Das resultierende Radiosignal ist nachweisbar und lässt sich für die Beobachtung von Luftschauern verwenden. Der Hauptvorteil gegenüber den Luft-Tscherenkow- und Fluoreszenz-Licht-Methoden liegt darin, dass Radiomessungen nicht nur in klaren Nächten, sondern rund um die Uhr durchgeführt werden können. Experimente die diese Technik anwenden (beispielhaft): LOPES, LOFAR, Pierre-Auger-Observatorium, TREND, Tunka-Rex

Ein Teil der kosmischen Strahlung ist für das Polarlicht verantwortlich (ohne Kaskaden, da niedrigere Energie).